# Petrus van Vinea

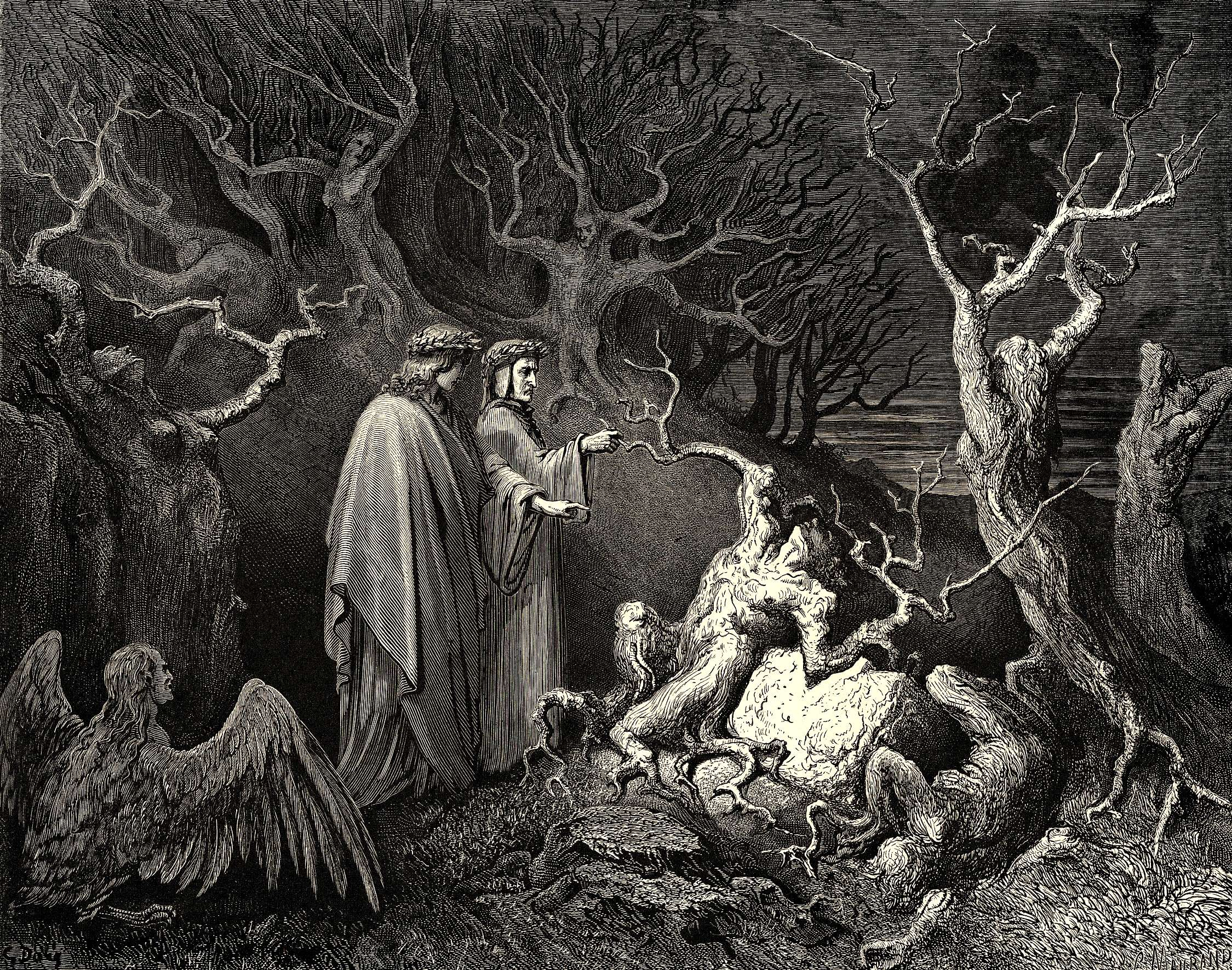
Dante en Vergilius ontmoeten Petrus van Vinea in het woud van de zelfmoordenaars, La Divina Commedia, het Inferno, Canto 13, Gustave Doré (1832-1883), gravure

Petrus van Vinea, Pietro della Vigna (Capua, ca. 1190 - San Miniato, 1249) was grootkanselier en opperrechter van Frederik II van Hohenstaufen, keizer van het Heilige Roomse Rijk. 

## Levensloop

### Geboorte en opleiding
Pertus van Vinea werd in Capua geboren, als zoon van een iudex, een juridische beambte met lokale bestuurstaken. Hij studeerde rechten in Bologna en werd op voorspraak van aartsbisschop Berard van Castacca beambte van de kanselarij van de Magna Curia, de keizerlijke hofhouding. 

### Grootkanselier en opperrechter
Door zijn geleerdheid en taalvaardigheid klom hij op binnen de kanselarij en mocht hij brieven en documenten voor de keizer opstellen. Enkele jaren later werd hij rechter van het Groothof. In 1230 werd hij tot grootkanselier benoemd en hoogste rechter aan het keizerlijke hof. Als protonotaar (opperschrijver) droeg hij de verantwoordelijkheid voor de uitgifte van wetten en keizerlijke protocollen. Later werd hij logotheet, de persoonlijke woordvoerder van de keizer en steeds meer diens vertrouweling.
Petrus van Vinea was nauw betrokken bij de stichting van de Universiteit van Napels in 1224 en de Wetten van Melfi in 1231. Toen Frederik in 1239 voor de tweede maal geëxcommuniceerd was schreef Petrus diens verweerschrift. Hij leidde de delegatie naar Londen om huwelijksonderhandelingen te voeren voor Frederiks huwelijk met Isabella van Engeland. Hij werd, op de keizer na, de belangrijkste man in het rijk en onderling ontwikkelden zij een uitzonderlijk hechte vertrouwensband.
Als topdiplomaat was hij betrokken bij de totstandkoming van het Verdrag van San Germano in 1230, waarmee Frederiks eerste excommunicatie werd opgeheven. Hij deed ook dienst als Frederiks legerleider en speelde een belangrijke rol bij de voorbereidingen voor de ontmoeting tussen de keizer en diens tegenstander paus Innocentius IV in 1244. Volgens de Franciscaner kroniekschrijver Salimbene van Parma, zou Petrus rond deze tijd geheime ontmoetingen met de paus hebben gehad.
Petrus was beroemd om zijn beheersing van het Latijn, de voertaal van het hof en de kanselarij. Hij werd de beste Latinist van zijn tijd genoemd. Hij was lid van de Siciliaanse School, de kring van kunstenaars en dichters rond Frederik. Zij schreven de eerste gedichten in de Siciliaanse volkstaal, het volgare en ontdekten nieuwe versvormen, zoals het sonnet.

### Val en overlijden

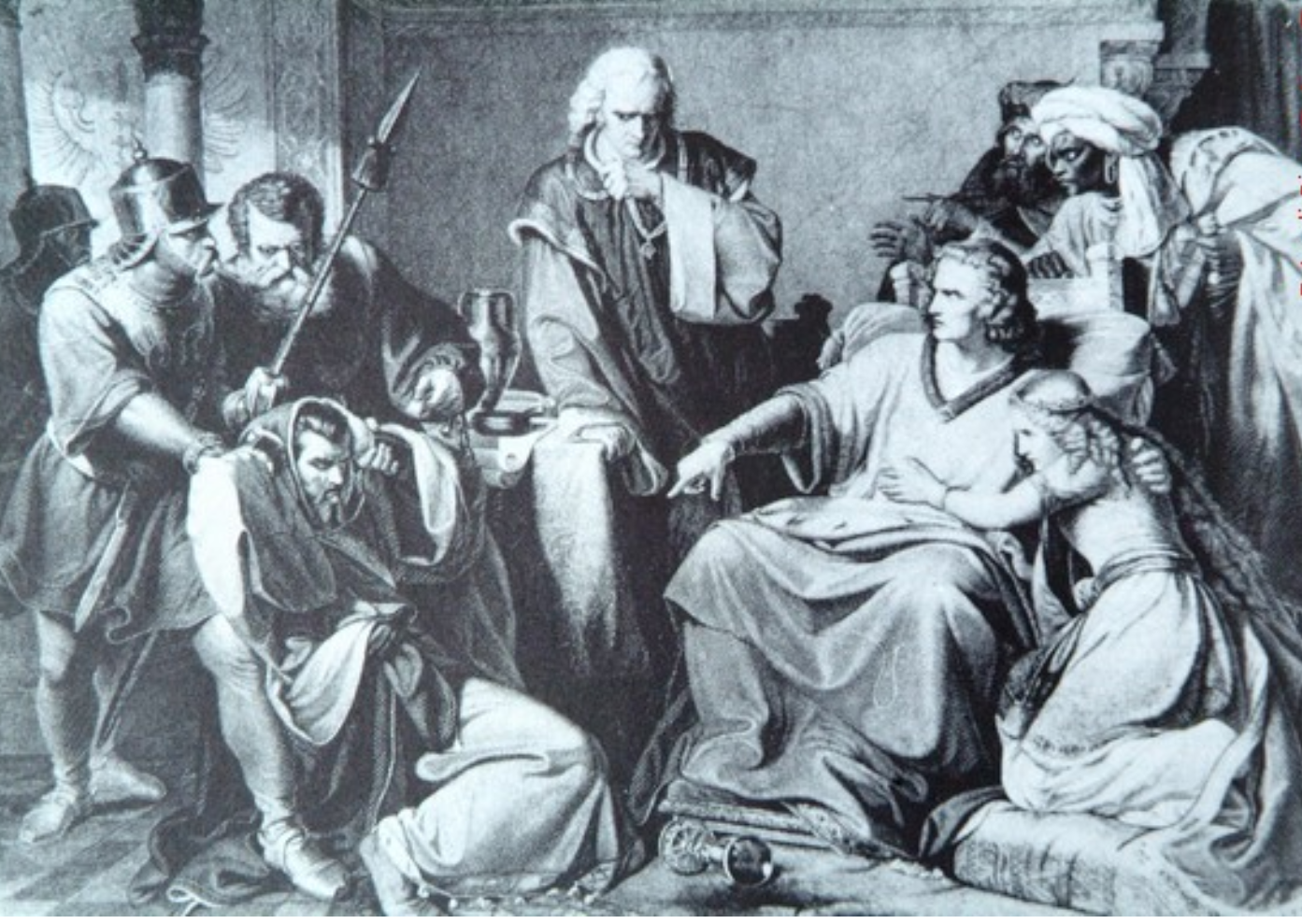
Frederik II en het verraad van zijn kanselier Petrus van Vinea, Iulius Schrader (1815-1900), Kunstmuseum Küpferstichkabinett, Düsseldorf

Zijn val werd ingeluid door geruchten over ambtsmisbruik en corruptie. Begin 1249 ontving de keizer waarschuwingen dat Petrus van Vinea  zich aan verdachte handelingen schuldig maakte. Zonder een bekentenis of proces, concludeerde Frederik dat hij door zijn beste vriend en vertrouweling verraden was en liet Petrus gevangen nemen. Zijn ogen waren al uitgebrand, toen hij in april 1249 in de kerker van San Miniato (bij Florence) zelfmoord pleegde door met zijn hoofd tegen een zuil te rennen.

## In de kunst
Petrus van Vinea staat uitgebeeld in een van de beelden in het portaal van het brugkasteel van Capua. In Dante's La Divina Commedia (Inferno, Canto XIII) ontmoeten Dante en Vergilius Petrus van Vinea in het woud van de zelfmoordenaars.